# Cunina becki
Cunina becki är en nässeldjursart som beskrevs av Bouillon 1985. Cunina becki ingår i släktet Cunina och familjen Cuninidae. Inga underarter finns listade i Catalogue of Life.